# Chaniat
Chaniat – miejscowość i gmina we Francji, w regionie Owernia-Rodan-Alpy, w departamencie Górna Loara.
Według danych na rok 1999 gminę zamieszkiwało 136 osób, a gęstość zaludnienia wynosiła 10 osób/km² (wśród 1310 gmin Owernii. Dla porównania w roku 1990 liczba mieszkańców wynosiła 156 osób. Chaniat plasuje się na 694. miejscu pod względem liczby ludności, natomiast pod względem powierzchni na miejscu 666.).